# Варшавське товариство друзів науки

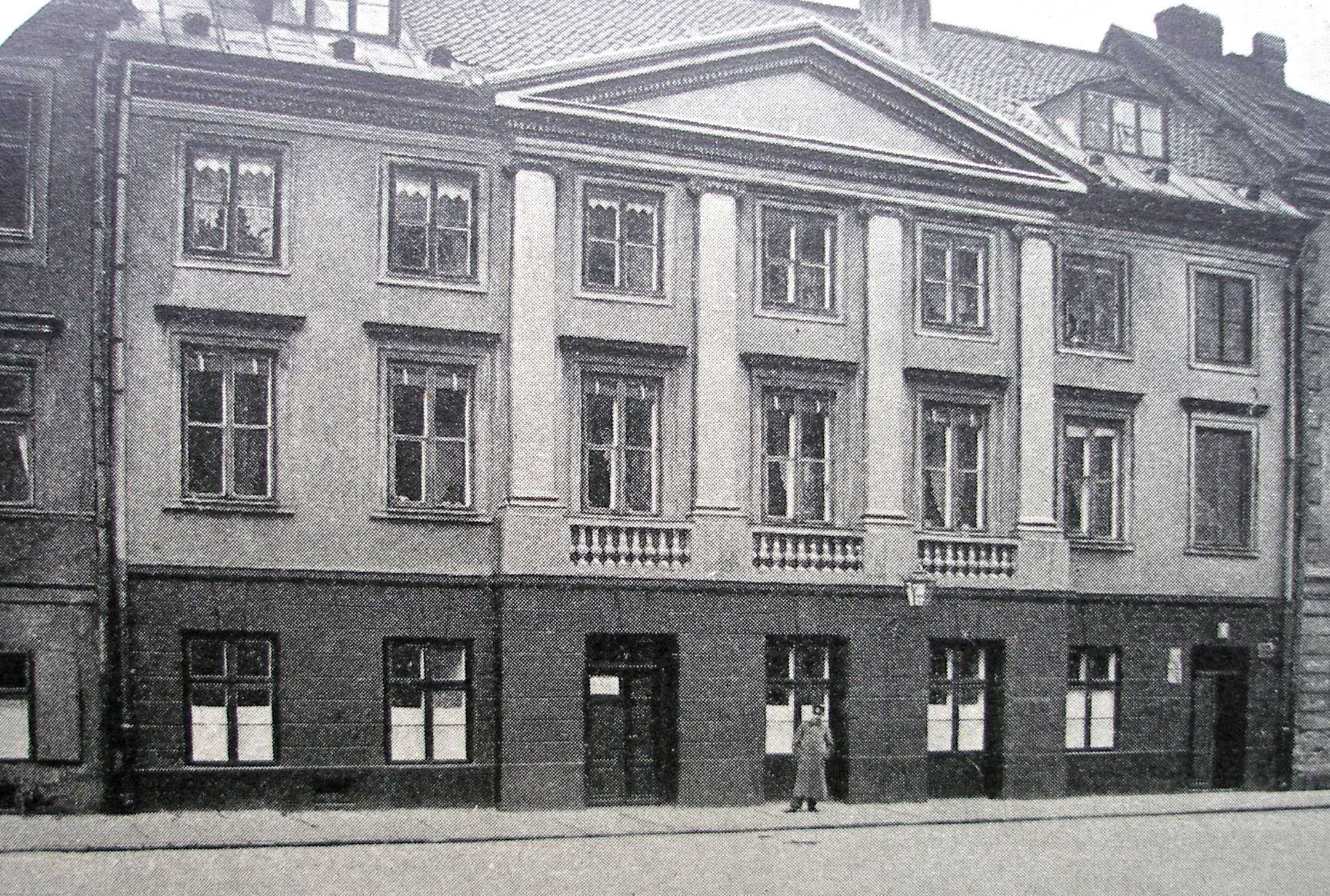
Варшавське товариство друзів науки, 1807–23

Товариство друзів науки (TPN), інші назви: Towarzystwo Przyjaciół Nauk (TWPN) (1800—1832), з 1808: Towarzystwo Królewskie Przyjaciół Nauk (TKPN) або Warszawskie Towarzystwo Królewskie Przyjaciół Nauk (WTKPN) — наукове товариство, об'єднання дослідників різних спеціальностей. Діяло з листопада 1800 по квітень 1832 у Варшаві.
Незважаючи на те, що Товариство було засновано в 1800 році, його традиції походять від обідів по четвергах, які в останні десятиліття XVIII століття проводив останній король Польщі Станіслав Август Понятовський. З 1824 року штаб-квартира Товариства містилася в палаці Сташица (після його реконструкції в 1820–23 роках), який придбав для Товариства один із його найвидатніших членів Станіслав Сташиць. У 1828 році Товариство налічувало 185 членів.